# Tezos
Tezos — программная блокчейн-платформа, которая может меняться и адаптироваться через консенсус сообщества с минимальным нарушением сети. Основателями проекта Tezos является семья Артура и Кейтлин Брейтман. Первые описания их идей были опубликованы в 2014 году. В отличие от классических блокчейнов, таких как Bitcoin или Ethereum, в Tezos не применяется процесс майнинга, а задача записи и подтверждения транзакций ложится на случайных держателей токенов. Также держатели токенов проводят онлайн-голосование для обновления ПО и правил построения сети.
В 2017 году Tezos собрал $232 млн (в BTC и ETH на момент окончания сборов) через краудфандинг, став одним из самых больших ICO на тот момент. Проект пережил споры вокруг использования привлеченных средств между Брайтманами и Джоханом Геверсом, президентом Фонда Tezos. Противостояние длилось несколько месяцев, после которых Геверс покинул пост президента.
Tezos запустил тестовую сеть 30 июня 2018. Основная сеть была запущена 17 сентября 2018. 
Tezos использует консенсус сети LPoS (Liquid Proof of Stake), позволяющий пекарям(Baker) голосовать за предлагаемые улучшения сети. Любой пользователь сети, имеющий на балансе более 8000 XTZ может стать пекарем. Любой пекарь может предложить свое изменение сети и в случае принятия данного улучшения сети другими пекарями, разработку улучшения спонсирует Tezos Foundation, а пекарь предложивший улучшение сети получает вознаграждение. После разработки улучшения происходит внедрение улучшение в сеть, через всеобщее голосование пекарей за улучшение и последующее обновление нод. Данный механизм позволяет избежать хардфорков сети, позволяя протоколу эволюционировать.  
Держатели монет могут делегировать свои монеты пекарям, получая пассивное вознаграждение, порядка 6% годовых в монетах XTZ. 
Tezos Foundation по состоянию на март-апрель 2020г. владеет средствами более 600млн. долларов собранных на ICO, диверсифицированных по различным категориям активов. Средства фонда расходуются на выдачу грантов и разработку улучшений сети. 
По состоянию на апрель 2020г. сеть Tezos поддерживает 414 пекарей (валидаторов) и более 10 тысяч полных нод, что позволяет  Tezos быть самой децентрализованной PoS блокчейн-платформой в мире. 
В 2019-2020г.  организации tZERO , Alliance Investments, BTG Pactual , Dalma Capital , Elevated Returns , Securitize заявили о размещении STO на сумму более 2,663 млрд. долларов США на блокчейне Tezos . В 2020г. Bitcoin Association Switzerland и Tezos Foundation заявили о выпуске первой токенизированной версии биткоина на блокчейне Tezos – tzBTC.

## Конструкция
Tezos представляет собой универсальный и самонастраивающийся распределенный крипто-журнал, который может содержать данные из иных блокчейнов. Операции регулярного блокчейна реализуются как функциональный модуль, абстрагированный в оболочку, отвечающую на сетевые операции.
Такие криптореестры как Bitcoin, Ethereum, Cryptonote и т. д. могут быть представлены в Tezos путем реализации надлежащего интерфейса. Самое главное, Tezos поддерживает мета-обновление: протоколы могут развиваться путем внесения изменений в собственный код.
Кроме того, начальный протокол Tezos основан на Доказательство доли владения и поддерживает смарт контракты, написанные на языке, полном по Тьюрингу. Примененный подход к PoS является новым, поскольку пул валидаторов растет органично с ростом сети.
Tezos реализован на OCaml, мощном функциональном языке программирования, предлагающем скорость, однозначный синтаксис и семантику, а экосистема языка делает Tezos и его смарт-контракты хорошим кандидатом для формальных доказательств корректности.

## Надёжность
В марте 2019 года аудиторская компания Least Authority опубликовала результаты 5 проверок, которые были выполнены ими для Tezos Foundation в течение 2018 года.